# Nemzeti Múzeum (Poznań)
A Poznańi Nemzeti Múzeum (lengyelül: Muzeum Narodowe w Poznaniu; MNP) művészeti múzeum, nemzeti kulturális intézmény, 1919-ben Wielkopolska Museum néven Poznańban alakult, 1950 óta viseli a jelenlegi nevét.
A múzeum bekerült a Múzeumok Országos Nyilvántartásába, amelyet a kultúráért és a nemzeti örökség védelméért felelős miniszter vezet. A múzeumokról szóló, 1996. november 21-i törvény 13. cikkében.

## Története

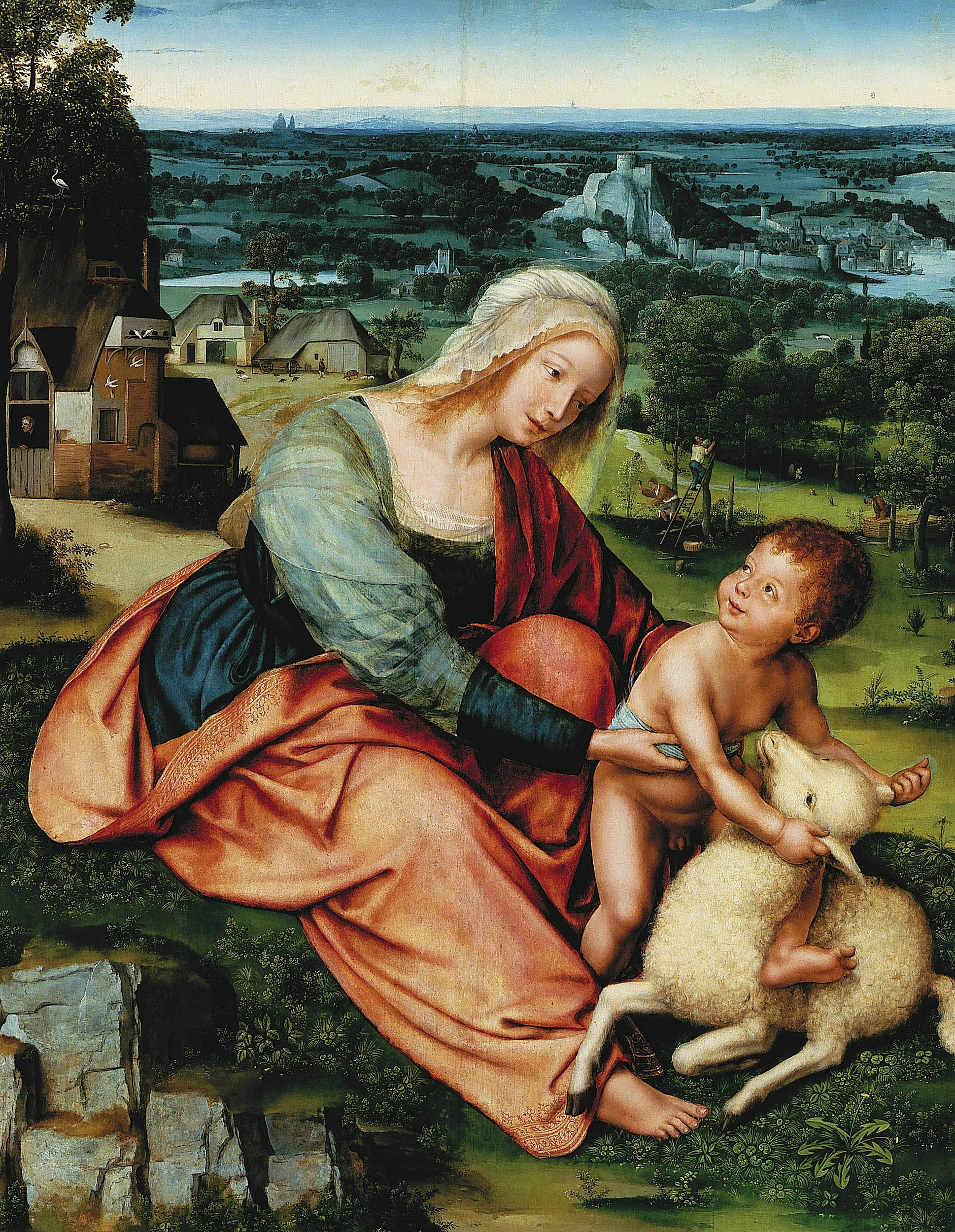
Quentin Massys: Madonna és a gyermek báránnyal (1513)

A poznańi Nemzeti Múzeum több történelmi gyűjtemény egyesítésével jött létre; közülük a legrégebbi, a Lengyel és Szláv Régiségek Múzeuma a Poznańi Nagyhercegségben 1857-ben jött létre a Poznańi Tudományos Baráti Társaságnál. A mai létesítmény létrehozásának egy másik eleme Seweryn Mielżyński adománya volt. 1870-ben megvásárolta Edward Rastawiecki gyűjteményét, 1871-ben pedig a családjához tartozó Miłosław-gyűjteményt adományozta az egyesületnek. Emellett vásárolt egy telket, ahol a gyűjteményekből kiállítást rendeztek. 1882-ben nyitották meg a nagyközönség előtt.
Kicsit később Poznańban megalakult az első német múzeum. Ez volt az 1894-ben alapított Poznańi Tartományi Múzeum, amelyet 1902-ben Frigyes Császár Múzeumara neveztek át. 1904-ben a porosz múzeum kapott egy épületet a Plac Wolności-n, amelyet kifejezetten kiállítási célokra tervezett Karl Hinkeldeyn, és amely ma a Festészeti és Szobrászati Galériának ad otthont.

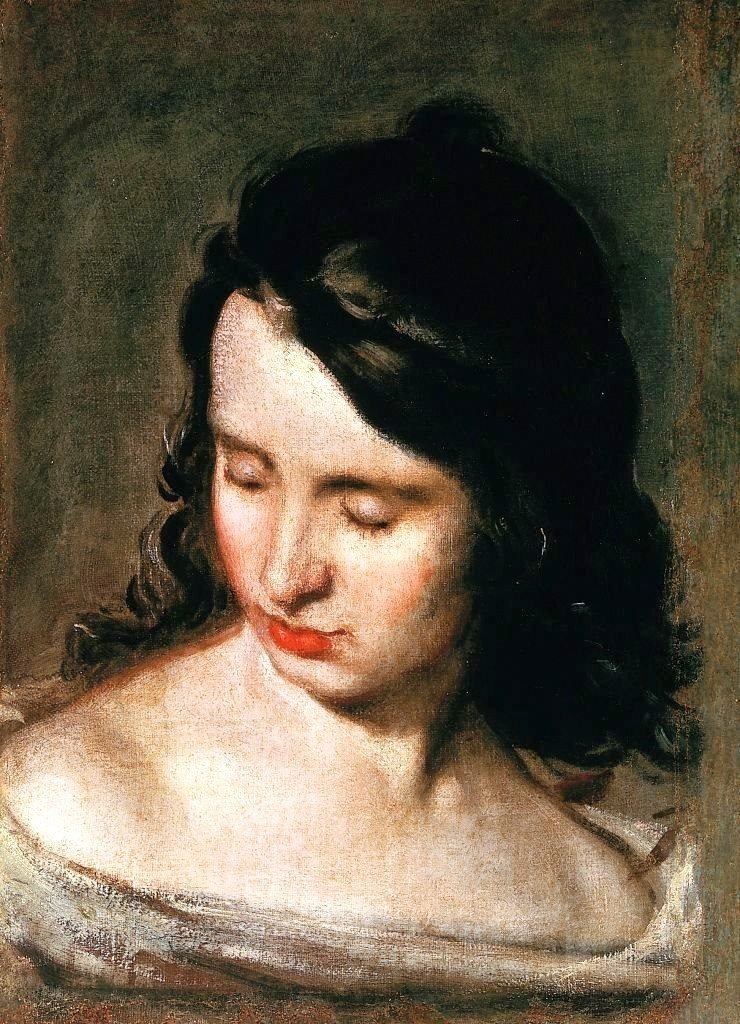
Diego Velázquez: Vak nő (1650 körül)

1919-ben, miután Lengyelország visszanyerte függetlenségét, a III. Frigyes Császár Múzeumot Nagy-Lengyelország Múzeumnak nevezték át. A következő években a múzeum intenzív fejlődésen ment keresztül. Abban az időben új vásárlások történtek, különösen a kortárs festészet és szobrászat területén. Végül a két világháború közötti időszakban a múzeumot három részlegre osztották: Festészeti és Szobrászati Galériára, a Régészeti Múzeumra (a Mielżyński Múzeum egykori székhelye) és a Természettudományi Múzeumra.
A második világháború idején a német hatóságok az egészet ismét Kaiser Friedrich Museum Posen névre keresztelték át. A tárgyak egy részlét elvitték, a pusztítás többi részét a háború okozta, különösen az 1945-ös harcok. A legnagyobb veszteséget a természeti és néprajzi gyűjtemények szenvedték el.
1945-ben a poznańi művészettörténészek megkezdték a Wielkopolska Múzeum gyűjteményének rendbetételét. 1949-ben Edward A. Raczyński festménygyűjteményéből létrehozták a Rogalin Múzeumot, és különvált a Kulturális és Népművészeti Osztály (ma poznańi Néprajzi Múzeum). A poznani muzeológusok erőfeszítései eredményeként a poznani Wielkopolska Múzeum 1950-ben Poznań-i Nemzeti Múzeummá alakult. Ezzel egyidejűleg az 1945-ben leválasztott Őstörténeti Múzeum gyűjteményei egy különálló poznani Régészeti Múzeummá alakultak, amelynek székhelye a Górka-palota lett. A következő években a gyűjtemény új részlegek létrehozásával bővült.
Az 1970-es években felújították a Nemzeti Múzeum főépületének homlokzatát, és a főhomlokzatra Zbigniew Bednarowicz által tervezett mozaikot tettek. A háború alatt megsérült elemeket Józef Murlewski is kiegészítette.

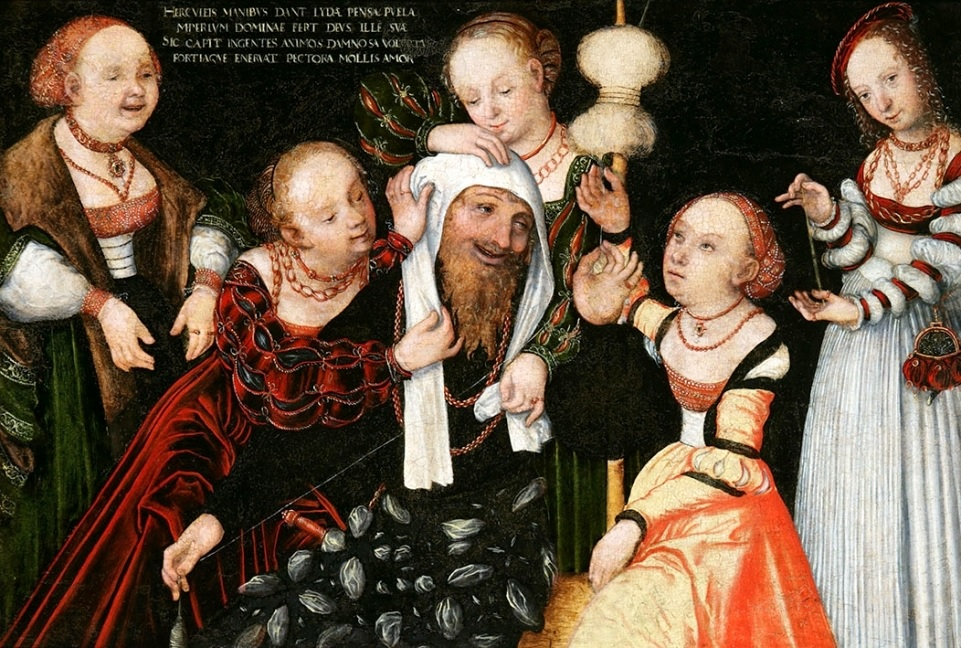
Lucas Cranach: Herkules and Omphale

Ezzel párhuzamosan fejlődött ki a Festmény- és Szobrászati Galéria, amely mellett 1975-ben megalakult a Plakát- és Dizájn Osztály. 1992-ben a Festészet és Szobrászat Galériájában működő Kortárs Művészeti Galéria a Fotó, Film és Videó Tanszékkel gazdagodott.

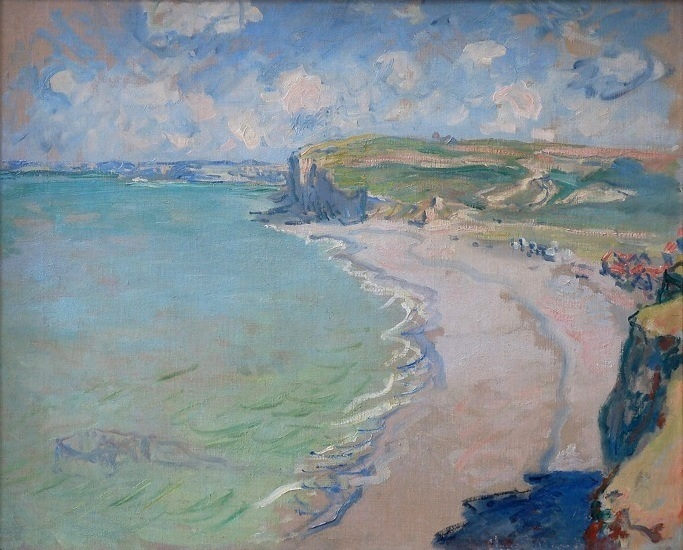
Claude Monet: A pourville-i tengerpart, 1882

2001-ben megnyílt a Festmény- és Szoborgaléria új szárnya, melynek építését az 1960-as és 1970-es évek fordulójára tervezték. 2006-ban a múzeum gyűjteménye 309 569 tárgyat tartalmazott, amelyek 203 304 leltári tételben és 4 119 leletben szerepelnek.

## Gyűjtemények
A múzeum gyűjteményei hét tematikus kiállítási galériában láthatók, amelyek a kor főbb irányzatait és tudományágait tárják fel: az ókor galériája, a középkor, a 16–18. századi lengyel művészet, az új szárnyban pedig a lengyel művészet galériája a Lengyelország három felosztása időszakától a második világháború végéig, az európai művészet (vagy külföldi festészet) galériája, a modern művészet galériája, valamint a plakát és grafika galériája.
A Lengyel Művészeti Galériában számos neves lengyel művész alkotásai láthatók, többek között Jan Matejko, Olga Boznańska, Jacek Malczewski, Stanisław Wyspiański, Leon Wyczółkowski és Władysław Czachórski festményei.
A főépületben található Lengyelország egyik legnagyobb külföldi festészeti galériája, amely túlnyomórészt Raczyński gróf gyűjteményéből származik. Többek között Giovanni Bellini, Juan Carreño de Miranda, Paul Delaroche, Anthony van Dyck, Quentin Massys, Salomon van Ruysdael, David Teniers, Palma Vecchio, Diego Velázquez, Francisco de Zurbarán alkotásai.

## Az intézmény vezetői
- Kazimierz Malinowski (1948–1956)
- Zdzislaw Kepinski (1956–1966)
- Kazimierz Malinowski (1966–1977)
- Henryk Kondziela (1978–1990)
- Konstanty Kalinowski (1990–2000)
- Wojciech Suchocki (2000–2018)
- Adam Soćko (2018–2019)
- Tomasz Łęcki (2019 óta)

## Szervezeti egységei
- Főépület (korábban Festmény- és Szoborgaléria)
- Poznań Város Történeti Múzeuma
- Iparművészeti Múzeum
- Nagy-Lengyelországi Katonai Múzeum
- Hangszermúzeum
- Néprajzi Múzeum
- Rogalin palota
- Gołuchów-i kastély
- Adam Mickiewicz Múzeum Śmiełówban

## Lengyel művészet

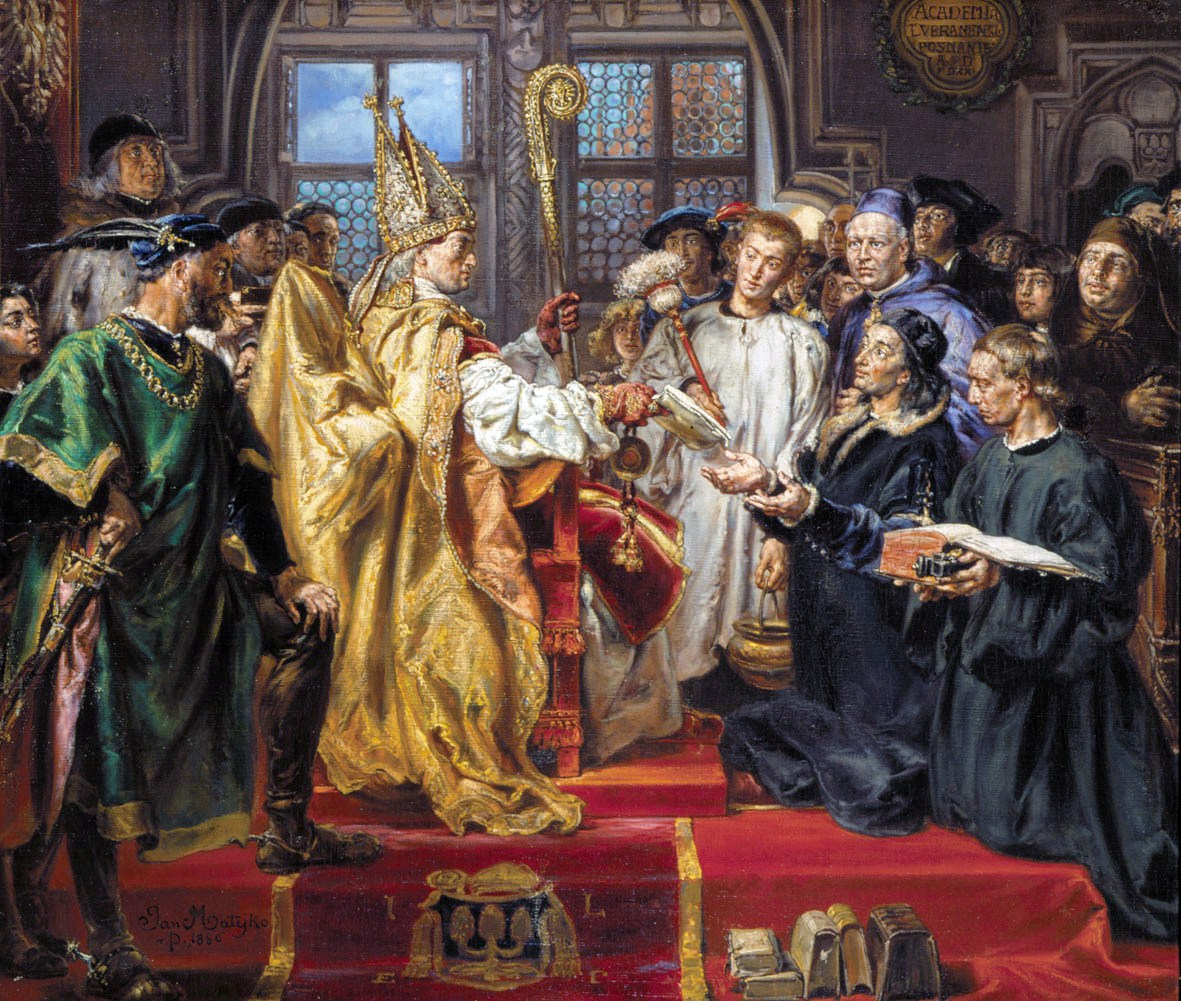
Jan Matejko: A poznańi Lubrański Akadémia megalapítása
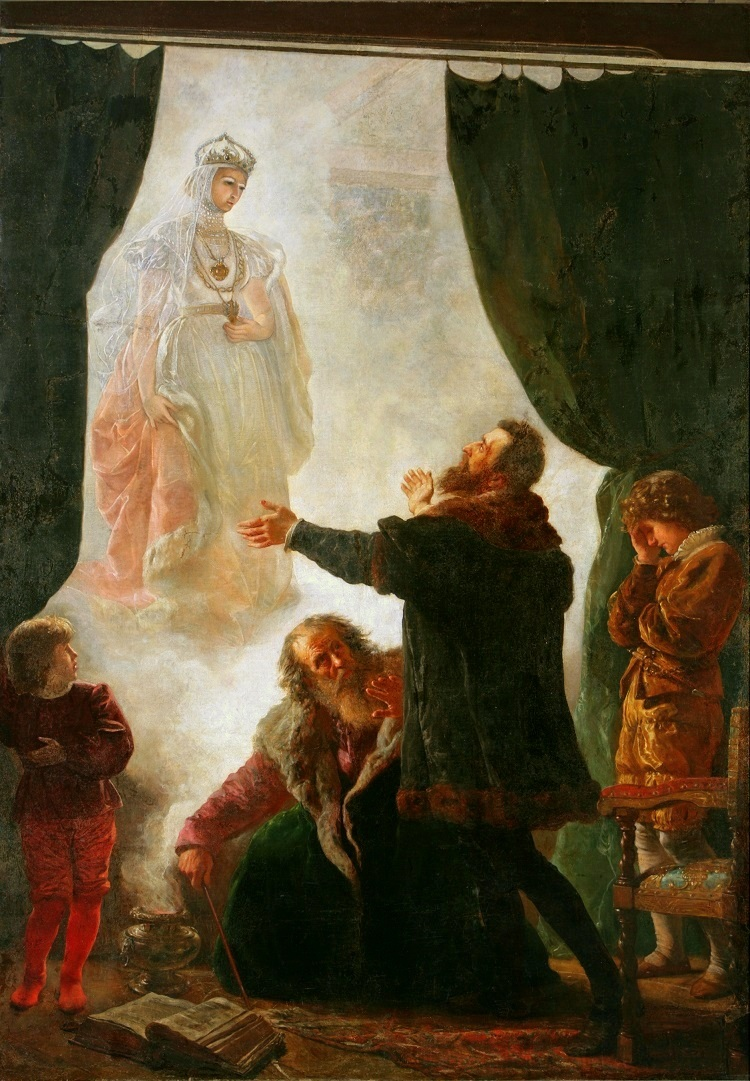
Wojciech Gerson: Barbara Radziwiłł szelleme
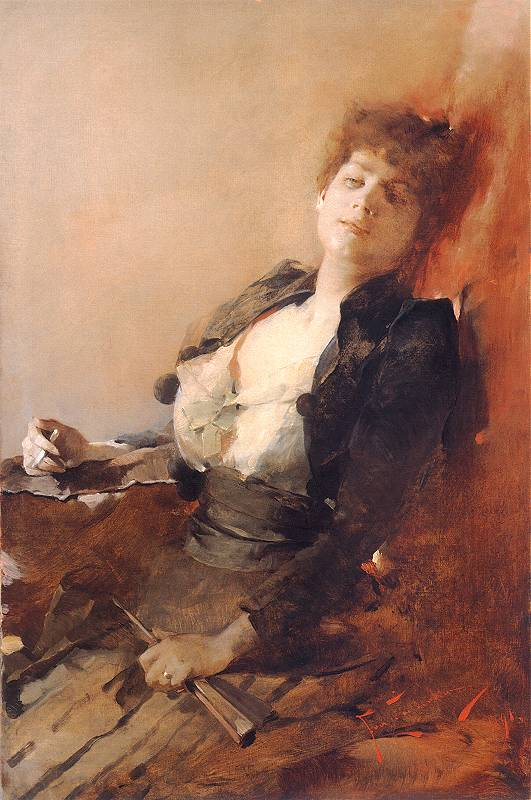
Franciszek Żmurko: Egy nő portréja legyezővel és cigarettával
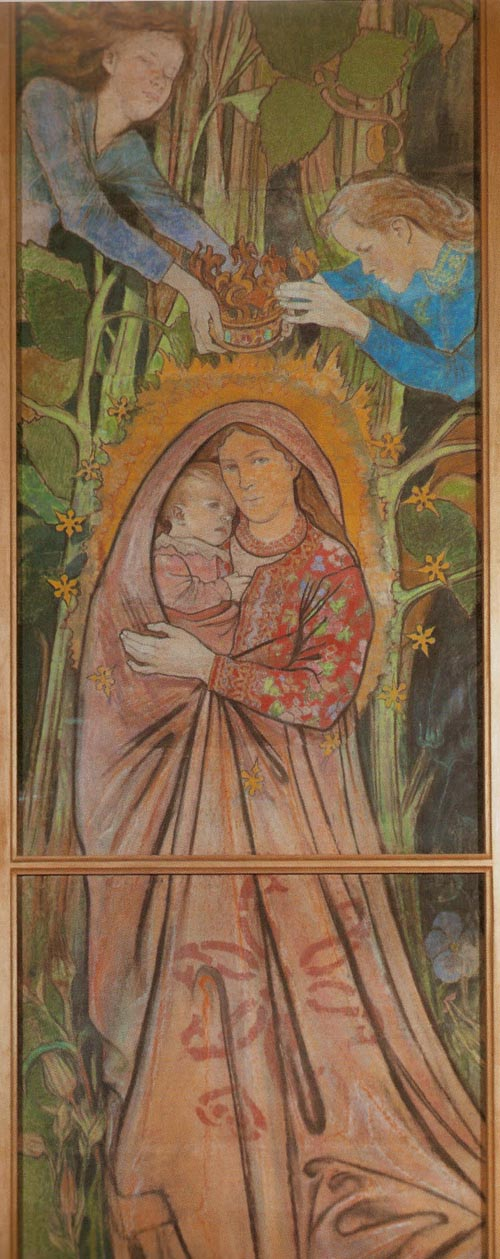
Stanisław Wyspiański: Madonna és gyermeke
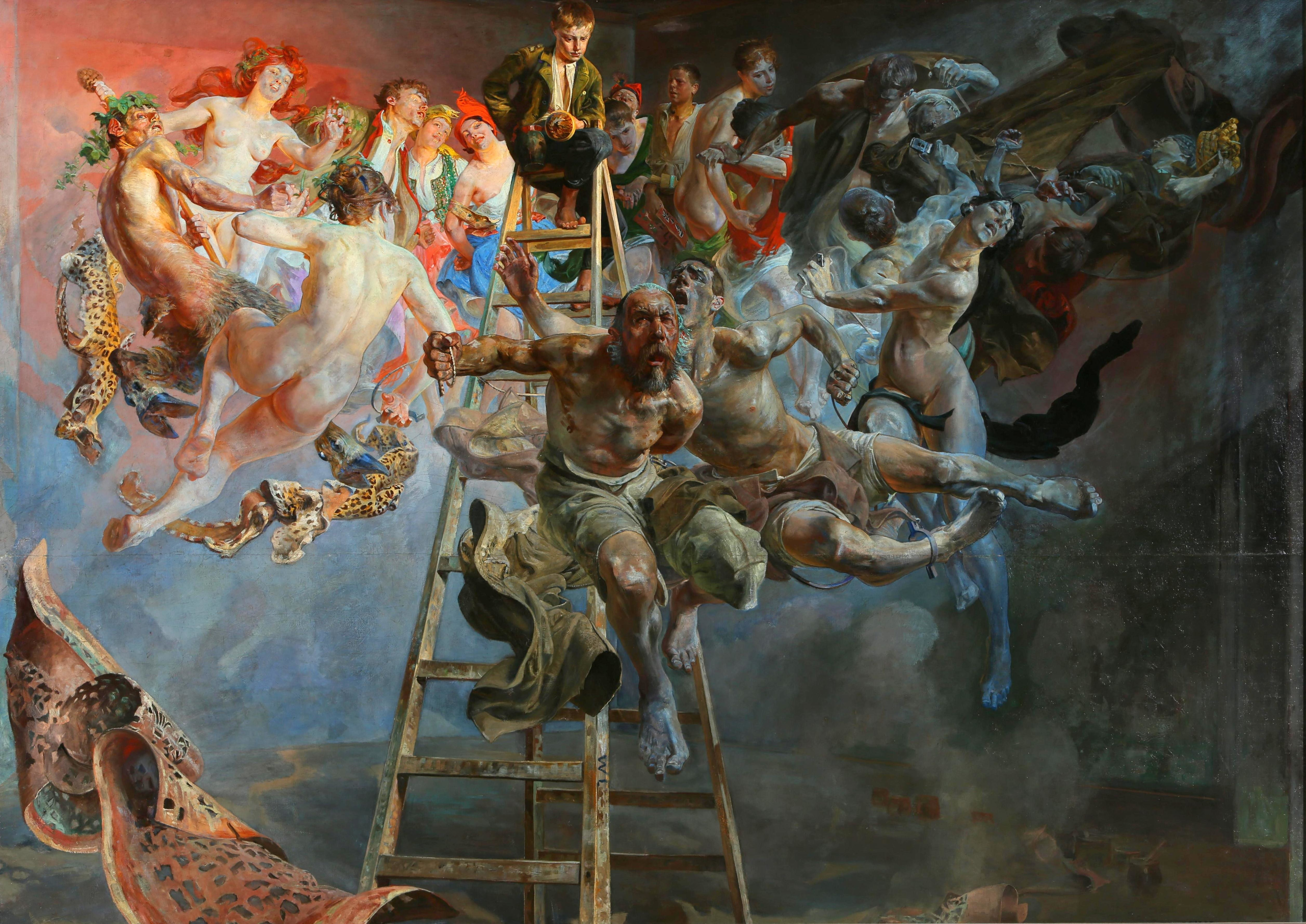
Jacek Malczewski: Az ördögi kör

## Fordítás
- Ez a szócikk részben vagy egészben  a   Muzeum Narodowe w Poznaniu című lengyel Wikipédia-szócikk ezen változatának fordításán alapul.  Az eredeti cikk szerkesztőit annak laptörténete sorolja fel. Ez a jelzés csupán a megfogalmazás eredetét és a szerzői jogokat jelzi, nem szolgál a cikkben szereplő információk forrásmegjelöléseként.